# Rodolfo Ojeda
Luis Rodolfo Ojeda (Chancay, provincia de Huaral, 28 de septiembre de 1982) es un exfutbolista peruano. Jugaba de lateral izquierdo. Tiene 42 años y es hermano del también exfutbolista Román Ojeda.

## Clubes
| Club                  | País | Año         |
| --------------------- | ---- | ----------- |
| Juventud Torre Blanca | Perú |             |
| Bella Esperanza       | Perú | 2002        |
| Olímpico Somos Perú   | Perú | 2003 - 2006 |
| UTC                   | Perú | 2007        |
| Atlético Minero       | Perú | 2008        |
| Sporting Cristal      | Perú | 2009        |
| CNI                   | Perú | 2009        |
| Sport Boys            | Perú | 2010        |
| Cienciano             | Perú | 2011        |
| Atlético Minero       | Perú | 2012        |
| Deportivo Coopsol     | Perú | 2013        |
| Alianza Universidad   | Perú | 2014        |
| Atlético Minero       | Perú | 2015        |

## Palmarés
| Título           | Club                | País | Año  |
| ---------------- | ------------------- | ---- | ---- |
| Segunda División | Olímpico Somos Perú | Perú | 2004 |
| Segunda División | Olímpico Somos Perú | Perú | 2005 |

- Datos: Q7357183